# Albert Ramaj
Albert Ramaj (* 1971 im Kosovo) ist Leiter des Albanischen Instituts in St. Gallen.
Ramaj studierte Philosophie und katholische Theologie in Zagreb, Graz, Wien und Luzern. Er veröffentlichte Publikationen besonders zu albanischen Themen sowie Übersetzungen in Albanisch und Deutsch. Zu den Themenschwerpunkte seiner Arbeit zählen Religionen auf dem Balkan, Katholische Kirche im Kosovo und Albanien, Kryptochristentum im Kosovo, Juden auf dem Balkan (besonders Albanien und Kosovo), Islam auf dem Balkan, der Kanun, Migration und Integration. Bei verschiedenen Zeitschriften arbeitete er als Redakteur.
Ramaj lebt mit seiner Frau Kristina und seinem Sohn in St. Gallen in der Schweiz.

## Veröffentlichungen
- Thede Kahl/Izer Maksuti/Albert Ramaj (Hrsg.): Die Albaner in der Republik Makedonien. Fakten, Analysen, Meinungen zur interethnischen Koexistenz, Münster-Wien-Zürich 2006
- Albert Ramaj: Mutter Terasa von Kalkutta ist Gonxhe Bojaxhiu von Skopje. Zur Familiengeschichte Mutter Teresas, in: Thede Kahl/Izer Maksuti/Albert Ramaj (Hrsg.): Die Albaner in der Republik Makedonien. Fakten, Analysen, Meinungen zur interethnischen Koexistenz, Münster-Wien-Zürich 2006, S. 39–64.
- Albert Ramaj: Burime dhe dëshmi. Stublla në dokumente arkivore austriake, shkolla, kriptokrishtenizmi në Karadak. Stublla im Kosovo. Die Geschichte, die Schule und das Krypto-Christentum der Karadakregion, St. Gallen 2008.
- Albert Ramaj: Rettung von Juden in Albanien, in: G2W (Zürich), 2/2007 35. Jahrgang, S. 17–19.
- Albert Ramaj: Krypto-Christentum im Kosovo, in: G2W (Zürich), 3/2007, S. 24–25.
- Albert Ramaj: Jüdischer Albanologe Norbert Jokl, in: G2W (Zürich), 2/2007 35. Jahrgang, S. 24–25.
- Albert Ramaj: Bedrängte Juden im Kosovo im Zweiten Weltkrieg, in: G2W (Zürich), 2/2007, S. 20–21.
- Albert Ramaj: Orthodoxe Kirche nach dem Krieg, in: G2W (Zürich), 4/2007, S. 18–19.
- Albert Ramaj: Die Rettung der Juden in Albanien und Kosovo Juden im in Albanien und Kosovo, in: David, (Wien) Nr. 73, 2007, S. 30–37.
- Albert Ramaj: Kanuni në botën gjermanofone" (Der Kanun im Deutschsprachigen Raum), in: At Shtjefen Gjeçovi dhe Kanuni, Zagreb, 2007 S. 14–26.
- Viktor E. Frankl: Ku Qëndron kuptimi i jetës. (A. Ramaj Übersetzung & Hg.) Prishtina 2003.
- Krist Maloki: Refleksione – Kritikë (letrare), analiza dhe mendime. A. Ramaj (Hg). Prishtina 2005.
- Albert Ramaj: Kongresi i Manastirit sipas dokumenteve austriake, in: Gurmëshkrim shqip apo 100 vjetori i Kongresit të Manastiri, Zagreb 2008: S. 98–110.
- Albert Ramaj: Die Albaner in der Schweiz (I), Geschichtliches – Albaner in der Schweiz seit 1431, in: „Albsuisse“ (Zürich), Juni 2009 / Jahr 2, Nr. 6, S. 13–14
- Albert Ramaj: Lazër Mjeda në argjipeshkvinë Shkup-Prizren mes 1909-1921 (Sipas arkivit Austriak, emërimi tij, laramanizmi, largimi nga Prizreni). In: Imzot Lazër Mjeda - Mbrojtës dhe lëvrues i identitetit shqiptar. Albanisches Institut, St. Gallen 2011, ISBN 978-3-9523077-7-9, S. 47–172.